# اتفاقية الأسلحة النووية
اتفاقية الأسلحة النووية هي معاهدة متعددة الأطراف مقترحة للقضاء على الأسلحة النووية. وقد يشمل ذلك الحظر على حيازة الأسلحة النووية وتطويرها واختبارها وإنتاجها وتخزينها ونقلها واستخدامها والتهديد باستخدامها مثل الأسلحة الموجودة في معاهدة حظر الأسلحة النووية إلى جانب الأحكام المتعلقة بإزالتها. ويمكن أن تكون مشابهة للاتفاقيات القائمة التي تحظر فئات أخرى من الأسلحة مثل الأسلحة البيولوجية والأسلحة الكيميائية والألغام المضادة للأفراد والقنابل العنقودية.

## التاريخ
تنص معاهدة عدم انتشار الأسلحة النووية على أن «كل طرف من الأطراف في المعاهدة يتعهد بمواصلة المفاوضات بحسن نية بشأن التدابير الفعالة المتعلقة بوقف سباق التسلح النووي في وقت مبكر ونزع السلاح النووي ونزع السلاح الكامل».
في عام 1996 خلصت محكمة العدل الدولية إلى أن هذا يعني «هناك التزام بالسعي بحسن نية وإجراء مفاوضات تؤدي إلى نزع السلاح النووي من جميع جوانبه تحت رقابة دولية صارمة وفعالة».
أصدرت الجمعية العامة للأمم المتحدة عام 1996 قرارا يدعو جميع الدول على الفور إلى الوفاء بالتزاماتها بنزع السلاح كما حددتها محكمة العدل الدولية «من خلال البدء في مفاوضات متعددة الأطراف تفضي إلى إبرام مبكر لاتفاقية الأسلحة النووية».
في عام 2007 صوت 127 بلداً لصالح القرار بما في ذلك أربعة بلدان تمتلك أسلحة نووية وهي:
- الصين
- الهند
- باكستان
- كوريا الشمالية

في عام 1997 قام اتحاد من الخبراء في مجال القانون والعلوم ونزع السلاح والتفاوض بصياغة اتفاقية نموذجية للأسلحة النووية قدمتها كوستاريكا إلى الأمين العام للأمم المتحدة كمشروع للمناقشة. أطلقت الحملة الدولية لإلغاء الأسلحة النووية نسخة مستحدثة من الاتفاقية النموذجية في عام 2007 في اجتماع للأطراف في معاهدة عدم انتشار الأسلحة النووية وقدمت كوستاريكا هذه كوثيقة من وثائق المؤتمر.
في 24 أكتوبر 2008 ناقش الأمين العام للأمم المتحدة بان كي مون اتفاقية الأسلحة النووية في خطاب يلقيه معهد الشرق والغرب بعنوان «الأمم المتحدة والأمن في عالم خالٍ من الأسلحة النووية». واقترح في برنامجه المكون من خمس نقاط بديلين لمفاوضات نزع السلاح النووي، إما «إطار من صكوك منفصلة يعزز بعضها بعضا» أو «اتفاقية للأسلحة النووية يدعمها نظام قوي للتحقق» مستشهدا باقتراح كوستاريكا.

## الداعمون
وضع استطلاع عام 2008 لاتفاقية الأسلحة النووية وكانت النتيجة بنسبة 76 ٪ مع الإتفاقية و16 ٪ ضدها.
في عام 2011 ناشد مجلس المندوبين في الحركة الدولية للصليب الأحمر والهلال الأحمر جميع الدول "أن تسعى بحسن نية إلى إجراء مفاوضات عاجلة وعميقة لحظر استخدام الأسلحة النووية وإزالتها بالكامل من خلال اتفاقية دولية ملزمة قانونيا على أساس الالتزامات القائمة والالتزامات الدولية.

## المعارضون
تعارض الدول التالية للإتفاقية وهي:
- فرنسا
- روسيا
- المملكة المتحدة
- الولايات المتحدة